# 经久站
经久站是一个成昆线上的铁路车站，位于四川省凉山彝族自治州西昌市经久乡合营村，建于1970年，目前为四等站，邮政编码为615032。

## 概要
经久站设有5条到发线（含1条正线）和2条牵出线，目前不办理客运业务；货运仅办理整车铁矿石发到，货源来自西昌市和盐源县。车站货场面积4152平方米，设有通往中石油凉山销售分公司、西昌钒钛制品和攀钢集团西昌钢钒有限公司的专用线。此外车站还办理专列的接送、转线工作:384。
车站下行方向设有攀钢西昌钒钛的工业站，规模3级5场。其中Ⅰ场为交接场暨到发场，Ⅱ场为出发场暨装车场，Ⅲ场为编组场，Ⅳ场为卸车场 ，Ⅴ场为卸车场。

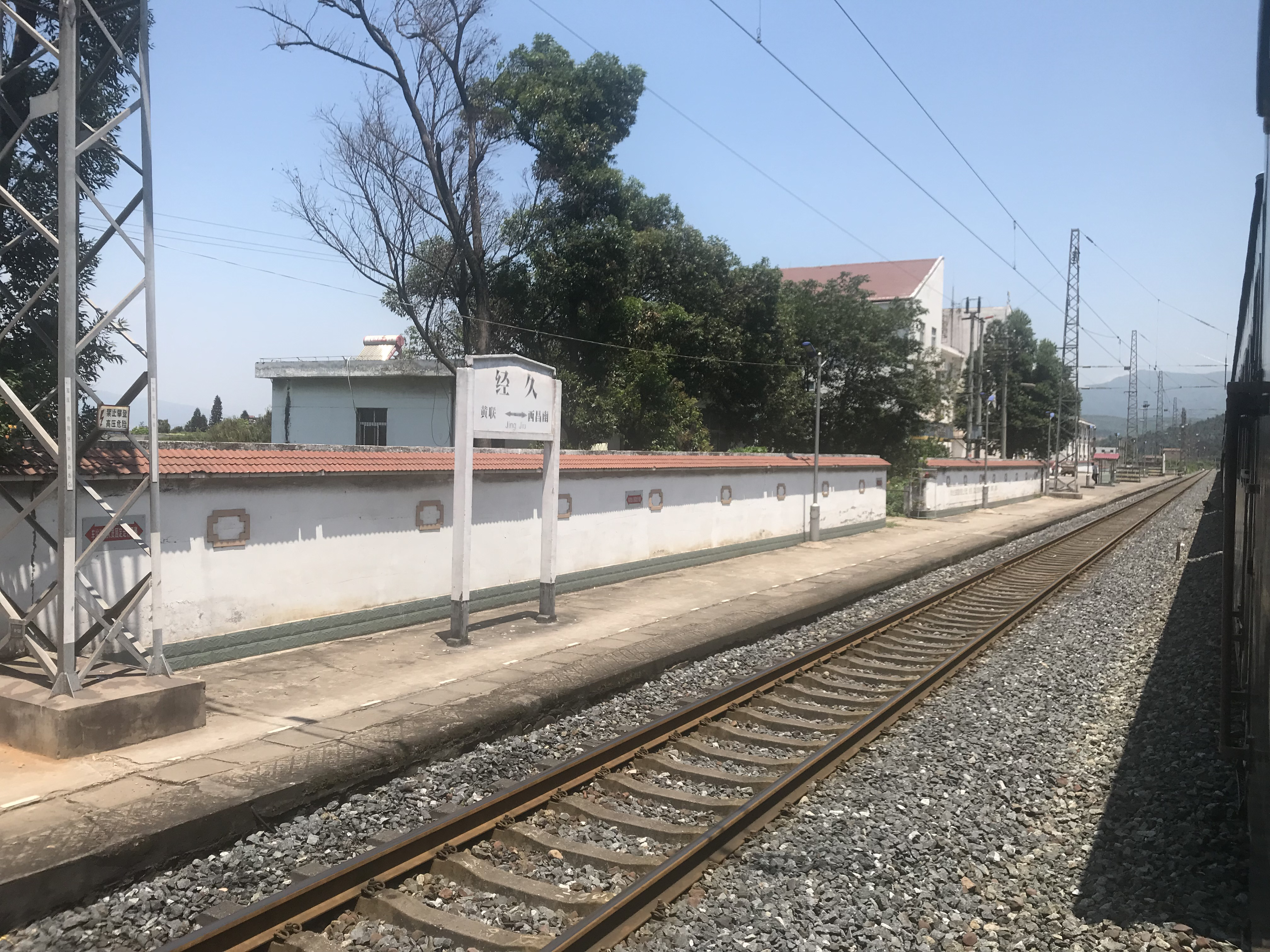
车站站台
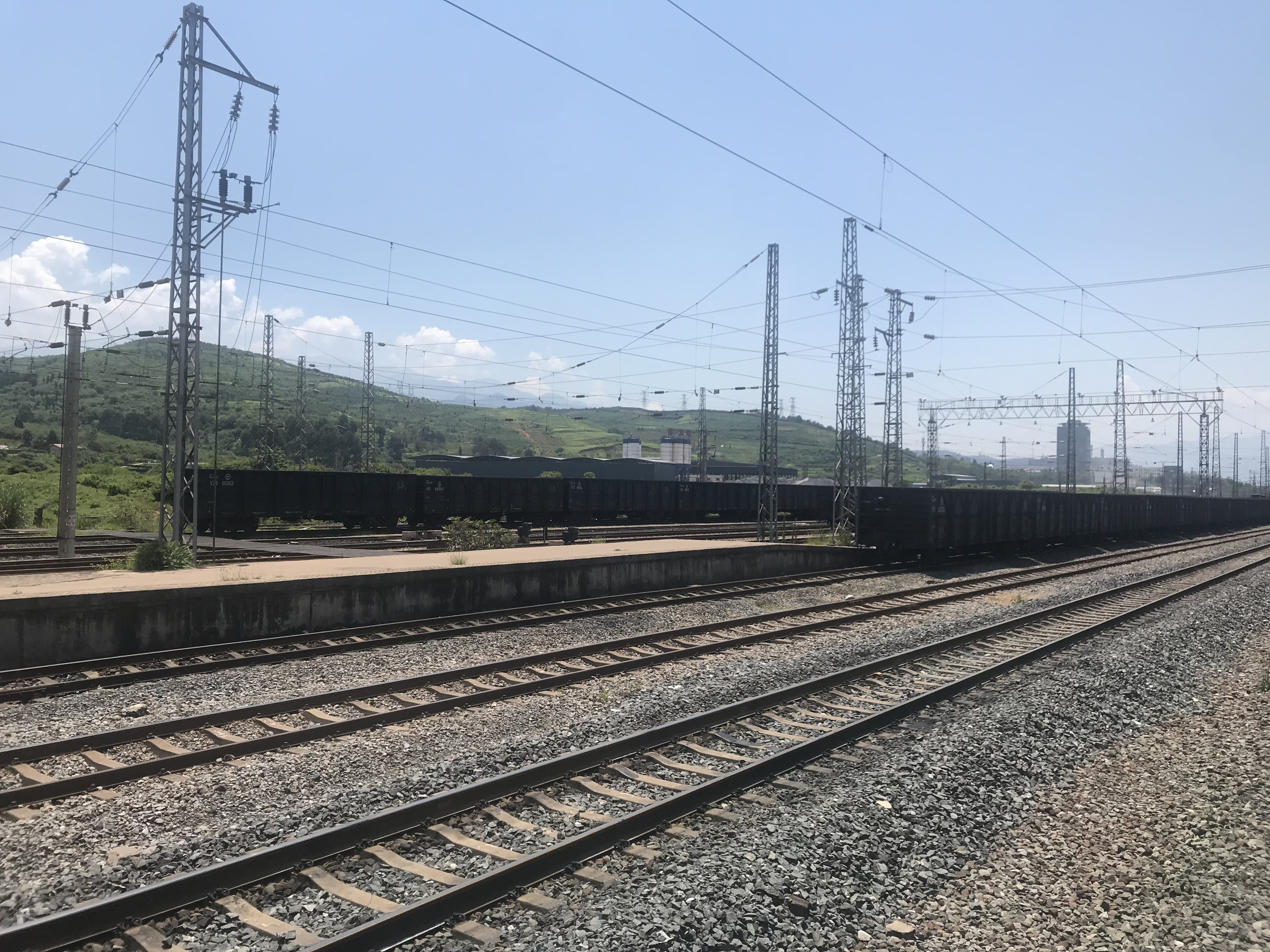
工业站Ⅰ场内货车
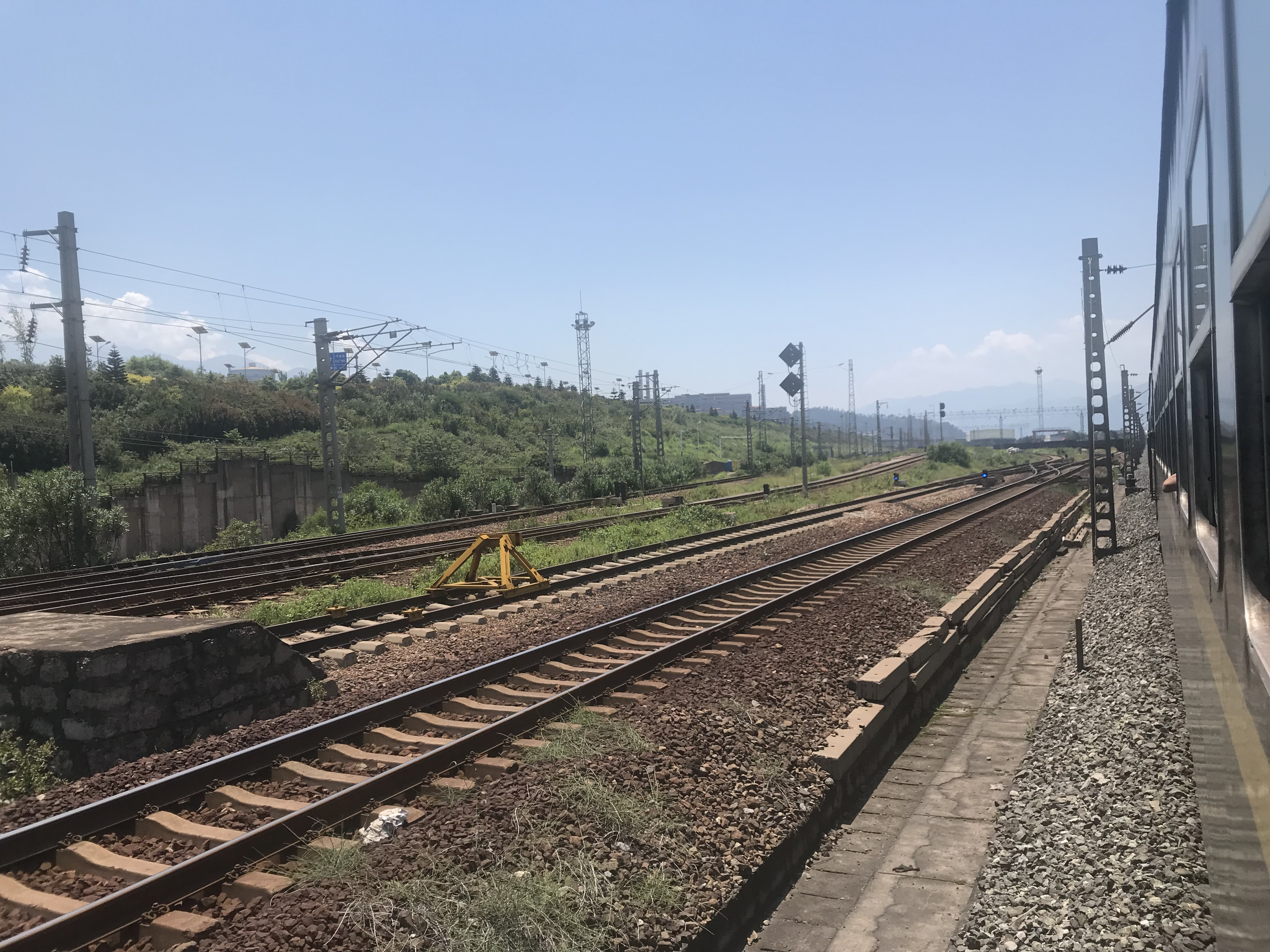
工业站内股道
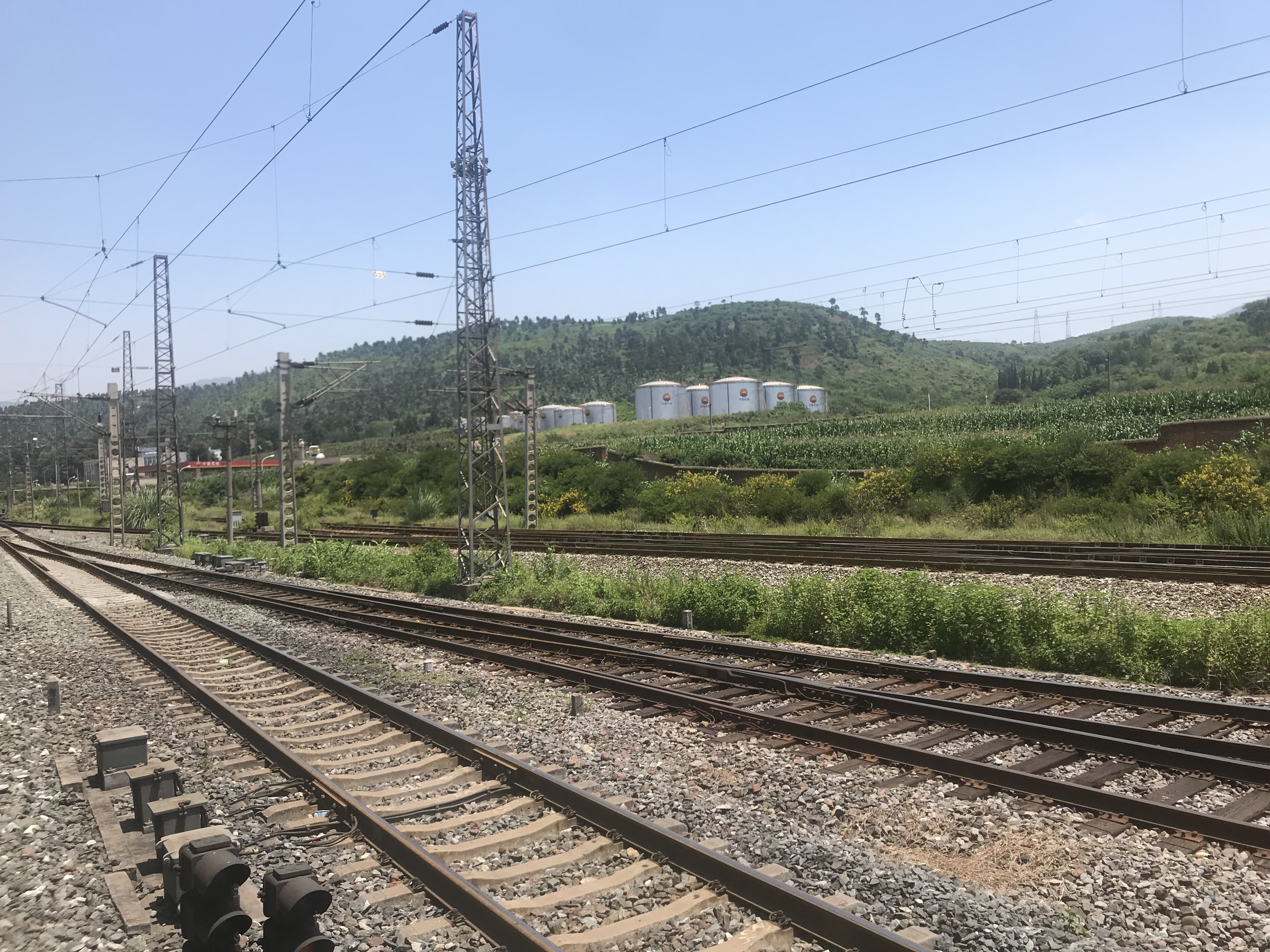
中石油凉山销售分公司油库